# Echo (együttes)
Az Echo együttes az 1960-as évek elején alakult, a magyar könnyűzenei élet egyik meghatározó zenekara. Legismertebb számuk a „Gondolsz-e majd rám?”

## Kezdetek
1962 elején a közös gépészmérnöki egyetemi évfolyamra járó Markó József, Nagy Antal és Szilvássy Zsolt gitárzenekar alapítását határozták el. A zenekarba az egy évfolyammal feljebb járó Tamás Lászlót is megnyerték.
1963 elejétől már játszottak Tájfun zenekarként az egyetemi „Gépész-klub” (Budapest, XI. ker., Villányi út 29-31.) vasárnapi táncos délutánjain.  Tagok: Tamás László dob, Markó József szólógitár, Szilvássy Zsolt basszusgitár, Nagy Antal szaxofon, Kelemen György zongora. Kezdetben kizárólag zenekari számokat játszottak, többnyire a „Hurricanes”, „Ventures” és „Shadows” együttesek híres számait ill. ritkán fellépett velük egy László keresztnevű énekes (vezetékneve nem ismert) aki kizárólag Elvis dalokat adott elő, egészen jól. 1964 januárjában került a zenekarba Pósa Ernő ének, és vele egy időben Lelkes Zoltán ritmusgitáros..
Az „Echo” nevet a zenekar szintén ekkor vette fel, először Echo-2 ( az amerikai műhold után) majd idővel csak Echo. 1964 elejétől az egyetemi „Gépészklub” mellett rendszeresen felléptek a Kapás utcai Táncklubban, valamint az „Országház” étterem (Budapest, V. Kossuth Lajos tér) ifjúsági vasárnapi klubdélutánjain. A közönség és a konkurencia „mérnök zenekar”-nak titulálta a zenekart, utalva három tag mérnökjelölt voltára. 1964 márciusában a Váci utcai Pesti Színházban vettek részt egy beat együttesek részére rendezett versenyen, ahol a második helyezést érték el. A győztes a Metró együttes lett, ahol a közönség először hallhatta  Zorántól visszhangosítóval Roy Orbison In Dreams c. számát.
A zenekar júniusban a keszthelyi „Helikon” egyetemi kulturális fesztiválon aranyérmet nyert. 1964 nyarán Nagy Antal és Kelemen György kiváltak. Ekkor a felállás: Tamás László (dob), Markó József (szólógitár), Lelkes Zoltán (ritmusgitár), Szilvássy Zsolt (basszusgitár) és Pósa Ernő (ének). Ettől kezdve a zenekar repertoárján angol együttesek vokális számai is szerepeltek ( Dave Clark Five, Swingin' Blue Jeans, Searchers stb).
1965 tavaszán az Echo első koncertjét adta az Ifjúsági Parkban.
1965 őszén az Echo - a Bajtala-trióval megosztva - megnyerte a budapesti tánczenei vetélkedőt. Ennek 1. díja volt, hogy a Magyar Rádió stúdiójában hangfelvételt készíthettek. A stúdióban kiderült, hogy a Rádió angol nyelvű számot nem volt hajlandó felvenni, ragaszkodott a magyar szöveghez, annak ellenére, hogy magyar nyelvű saját száma akkor még nem volt a zenekarnak. Hirtelen jött ötlettel a „Kis Bence” című gyermekverset összeházasították a Rolling Stones „Off the Hook” zenei alapjának feldolgozásával, így született meg az első rádiófelvétel „Kis Bence” címen.
Az Echo első TV-fellépése az 1965-ös Ki mit tud? elődöntőjében volt, de a döntőbe nem jutottak be.

## A siker útján
Az Echo igazán sikeres felállása 1966 elején jött létre. Pósa Ernőt behívták katonának, és helyére Varannai István került (a Syrius-ból) billentyűsként és énekesként. Ő komponálta később az Echo dalok többségét. Ez a felállás tehát a következő volt: Tamás László dob (1941–2025), Markó József szólógitár és hegedű (1943), Lelkes Zoltán ritmusgitár (1945), Szilvássy Zsolt basszusgitár és hegedű (1943) és Varannai István ének és billentyűsök (1946).
1966 tavaszán a Hanglemezgyár kiadta az Echo első kétszámos kislemezét (SP-302), amelyen szerepelt a „Kis Bence” (az 1965-ös rádiófelvétel) és Varannai-Móricz Zs.: „Mehemed”-c. újonnan felvett száma.
1966. július-augusztus hónapokban (Interkoncert szerződéssel) Romániában, a Fekete-tenger partján Constanta-n vendégszerepelt az Echo.
A hazatérés után, 1966. szeptemberétől folytatódtak az Echo korábbi klub-programjai többek között a Kapás utcai Táncklubban.
1967. januártól vasárnaponként rendszeresen játszottak a Könyvklubban (Bp. V. Liszt Ferenc tér), szombat esténként pedig a budavári BME Várklubban.
1967. február-március hónapokra újabb romániai vendégszereplésre utaztak a Fekete-tenger melletti Eforia-Nord-ra. E program befejezéseként március 20-án Bukarestbe utaztak, ahol a román hanglemezgyár (ElectroRecord) felvett és kiadott egy négyszámos kislemezt a „Kis Bence”, „Mehemed”, valamint Varannai - Szilvássy: „De jó lenne utazni” és Varannai - Tamás: „Gondolsz-e majd rám” c. számokkal.
A magyar Ifjúsági Magazin (IM) 1967. márciusi slágerlistája szerint 1967. februárban a slágerlistán első volt a „Mehemed”!
1967. május 7-én az Echo délután és este két önálló koncertet adott az Egyetemi Színpadon. A programban egyebek mellett, új számok szerepeltek: „Words” és „Massachusetts” (Bee Gees). The Bee Gees számok kíséretét általában két hegedűvel játszották. A két hegedű állandó és élőben történő alkalmazása az Echo-nak sajátos új színt kölcsönzött. 1967. május 18-19-én a Hanglemezgyár felvette a 2. kétszámos kislemezüket (SP-394), amelyen Varannai - Lelkes - Móricz: „Repülő farkas” és Varannai - Szilvássy: „De jó lenne utazni” c. számok szerepeltek. Ezek, és több más, felvételen meg nem őrzött számunk is, a romániai vendégszereplések hónapjaiban születtek.
1967. november 5-én délután és este ismét két önálló koncertjük volt az Egyetemi Színpadon.
1967 őszén a Hanglemezgyár elkészítette az Echo sorrendben 3. kétszámos kislemezét (SP-459) Varannai - S. Nagy: „Egy cserép kaktusz” és Varannai - Tamás: „Gondolsz-e majd rám?” c. számokkal.
Az Echo vitathatatlanul legnagyobb slágere a "Gondolsz-e majd rám?" már 1967 végén felkerült a slágerlistákra, s több hónapon keresztül ott is maradt. Sőt idővel igazi örökzölddé vált itthon és a környező országokban egyaránt. Még jelenleg is gyakran szerepel a rádiók kívánságműsoraiban.
1967-ben a „Magyar Ifjúság” c. lap olvasóinak év végi országos szavazásán a zenekarok rangsorában az 5. helyre került az Echo.
1967. december 10-én a budavári Várklubban közös koncertet adott az Echo és az Omega (az utóbbival fellépett: Wittek Mária és Zalatnay Sarolta).
1968. március 6-án újból a TV „Halló fiúk, halló lányok” c. műsorában szerepeltek (Antal Imrével), és bemutatták a lemezen már megjelent „De jó lenne utazni” c. számukat.
1968. július 30-án szerződéssel 1 hónapos vendégszereplésre Jugoszláviába, pontosabban Macedónia második legnagyobb városába, Bitolára utaztak.
A hazatérés után folytatták a rendszeres klubéletet: szombat esténként a Várklubban, péntekenként a Nádor utcai Orvosi Klubban játszottak.
1968. november 19-én a Hanglemezgyár felvette a 4. kétszámos kislemezüket Varannai - Tamás: „Várlak” és „Menj!” c. számokkal. A sors iróniája, hogy a nagy nehezen felvett 4. lemezükön a „Várlak” c. szám a Hanglemezgyár hibájából selejtes lemeznyomással került forgalomba, amit botrányos módon nem nyomtak újra, hanem meghagyták selejtnek.
1968. december 22-én újabb önálló koncertet adtak az Egyetemi Színpadon, és december 27-én FMH színpadán.
1968-ban az év végi országos szavazáson (a „Magyar Ifjúság” c. lap olvasóinak szavazatai alapján) a zenekarok rangsorában ismét az 5. helyre kerültek, tehát az Echo tartósan az első öt helyezett között tudott szerepelni az országos népszerűségi listán.
1969. február 9-én közös Illés-együttes - Echo koncert volt a Corvin moziban.
1969. június 21-én a Kisstadionban rendezett „Rockfesztivál”-on közös koncertet adott az Illés-együttes, Echo és az Atlas (együttes).
1969. június 28-án ismét felléptek az Budai Ifjúsági Parkban.
1969. augusztus 6-8. között az Erkel színházban megrendezett Táncdalfesztiválon Rátonyi Hajnalka, Fehér Erika, Magay Klementina énekeseket kísérték.
1969. augusztus 13-án az Echo személyes és egyéb okok miatt felbomlott.

## Utóhang
A sikeres együttes felbomlása után az Echo új formációban igyekezett megnyerni a közönséget. Markó József, Szilvássy Zsolt, Tamás László kiválása után, Tőricht György (szólógitár) és Bertalan István (Güzü) (dob) (mindketten a régi Dogs együttesből) kerültek az együttesbe. A korábbi sweet-es hangzást felváltotta a keményebb rock. A zenekar ősztől továbbra is a Várklubban játszott, illetve alkalmi fellépéseket vállaltak.
1970-ben Potsdamban (NDK) vendégszerepeltek, az NDK rádió hangfelvételeket készített velük.
1970 végén Révész Sándor (Szivárvány együttesből), „a Kölyök” csatlakozott a zenekarhoz.
1971-ben Nyugat-németországi „vendéglátós” szerződés miatt újra átalakult a zenekar: a két „ős Echo-s” Lelkes Zoltán (basszusgitár) és Varannai István (billentyűs, ének) mellett, a már „echós” Tőricht György (szólógitár), valamint Bálint Aladár (fúvós), Hannos Béla (dob), Csabai Ferenc (fúvós) került az együttesbe. A kétéves Nyugat-európai Interkoncert szerződés lejártával a zenekart hazarendelték. Lelkes Zoltán és Varannai István hazajöttek, a többiek a „disszidálás” mellett döntöttek. Ezzel az aktív Echo együttes végleg felbomlott.
26 év után, 1995-ben sikerült Németh Oszkárnak (Fonográf együttes), mint régi közös barátnak – hosszabb előkészületek után – rávenni az 1967-es tagokat arra, hogy FMH-ban adjanak a régi rajongók kedvéért egy nosztalgia koncertet. A jubileumi koncertet, és a tagokkal készített interjúkat Koltay Gábor: „Echo – Ezüstjubileum - Gondolsz-e majd rám?” c. filmje meg is örökítette (a filmet az MTV-2 1997. december 1-jén sugározta). A jubileumi koncert okán a Hungaroton CD-t jelentetett meg 1995- ben (HCD-37811. számon) az Echo együttes kislemezen, vagy rádiófelvételen fellelhető eredeti felvételeivel és néhány újabb számmal.
Ezt követően az Echo tagjai a személyes kapcsolatokat fenntartva, időnként próbáltak, és 2001 és 2002 években felléptek a Nagykovácsiban rendezett LINUM Művészeti Fesztiválon.
Az Echo legutolsó alkalommal – eredeti 1967-es felállásban – az Illés Klubban (FMH) lépett fel 2006. október 6-án, a klub vezetőségének felkérésére, amelyen kb. 50 percben, utoljára szólaltatta meg legsikeresebb számait, a nosztalgiázó közönség hatalmas ünneplése közepette. Ezzel tehát az Echo-Story véglegesen lezárult 2006-ban.
Az Echo viszont nem szűnt meg. Szilvássy Zsolt és Tamás László új zenész társakkal kiegészülve (Makkai Vilmos – gitár, Kapitány Gábor – billentyűs, Szilvássy Gábor – gitár), megnyerve Varannai Istvánt (ének), majd Makkai Viktóriát (ének), Echo Beat (volt Phoenix Guitar Band) néven továbbra is együtt zenélnek.
2009. június 12-én, Beat randevú címmel, a MOM-ban az Anonymus, a Nevada, és Liversing társaságában nagysikerű koncertet tartottak.

## Diszkográfia
Magyar kislemezek
- SP 302: Varannai-Móricz: „Mehemed” / Gyermekvers Szilvássy feld.: „Kis Bence” (1966)
- SP 394: Varannai-Lelkes-Móricz: „Repülő farkas” / Varannai-Szilvássy: „De jó lenne utazni” (1966)
- SP 459: Varannai-S.Nagy: „Egy cserép kaktusz” / Varannai-Tamás: „Gondolj majd rám” (1967)
- SP 554: Varannai-Tamás: „Várlak” / Varannai-Tamás: „Menj” (1968)

Rádiófelvételek
- Varannai-Tamás: „A neve rock & roll” (1968)
- Varannai-S.Nagy: „Néro” (1968)
- Varannai-S.Nagy: „Sámson” (1968)
- Varannai-S.Nagy: „Cleopátra” (1968)
- Markó-Tamás: „Mese az aranyhajú lányról” (1968)
- Lelkes-Tamás: „Nem kell más” (1968)

Romániában kiadott négyszámos kislemez
EDC 865: „Electrorecord” cég felvétele és kiadása (1967. március),
számai:
1. Varannai-Móricz: „Mehemed”
2. Varannai-Tamás: „Gondolj majd rám”
3. Varannai-Szilvássy: „De jó lenne utazni”
4. Gyermekvers Szilvássy feld.:„Kis Bence”

Az Echo kísérőzenekarként
- SP 612: „Szakadsz-e cérna” - énekli Fehér Erika (1969)
- SP 612: „Kerek kerék” - énekli Rátonyi Hajnalka (1969)
- SP 626: „Te sem tudhatod előre” - énekli Magay Klementina (1969)
- LPX-17393: Koncz Zsuzsa első nagylemezén Varannai - S. Nagy: „VIII. Henrik felesége voltam”, és „Zöldszemű srác” c. számok (1969).

Echo felvételek válogatáslemezeken
- LPX-17740: Rock-legendák (1982) B/5. szám: Echo: „Gondolsz-e majd rám?”
- HCD-37696: Beat-legendák (1993) 1. „Gondolsz-e majd rám?”, 21. „Egy cserép kaktusz”

HCD-37811 / Echo BEAT „Gondolsz-e majd rám?” (1995)
Az Echo 25 éves jubileumi CD-je, nagyrészt korabeli (1966-69) rádió-,
illetve lemezfelvételekkel:
1. Varannai-Tamás: „Gondolsz-e majd rám?”
2. Varannai-S.Nagy: „Egy cserép kaktusz”
3. Szilvássy gyermekdal feld.: ”Kis Bence”
4. Varannai-Móricz: „Mehemed”
5. Varannai, Lelkes-Móricz: „Repülő farkas”
6. Varannai-Szilvássy: „De jó lenne utazni”
7. Varannai-Tamás: „Miért fáj a szív” (1995)
8. Varannai-Tamás: „Álmodj kedvesem” (1995)
9. Varannai-Tamás: „Uram ne vedd el őt” (1995)
10. Varannai-Tamás: „Várlak”
11. Varannai-Tamás: „Menj”
12. Varannai- S.Nagy: „Néro”
13. Varannai- S.Nagy: „Sámson”
14. Varannai- S.Nagy: „Cleopátra”
15. Markó-Tamás: „Mese az aranyhajú lányról”
16. Lelkes-Tamás: „Az első szerelem”
17. Varannai-Tamás: „Maradj velem” (1995)

Echo-dalok feldolgozásai
- Soltész Rezső énekes 1982-ben megjelent első nagylemezén megtalálható a Varannai - Tamás: „Gondolsz-e majd rám?” feldolgozása, és az 1991-ben megjelent a „Best of Soltész” lemezen is.
- A Dolly Roll együttes 1991-es lemezén a régi magyar slágerek feldolgozásai között szerepelt a „Gondolsz-e majd rám?”.
- Az újvidéki (akkor Jugoszlávia) „Sógorock” együttes 1986-os lemezén is szerepel a „Gondolsz-e majd rám?” feldolgozása.
- Az újvidéki (akkor Jugoszlávia) „Szivárvány” együttes lemezén gyermekdalok között szerepelnek a „Kis Bence” és a „Mehemed” feldolgozása is.

Hungaroton képeslap-lemezek
- Az Echo „Kis Bence” felvétele,
- Varannai - S. Nagy: „VIII. Henrik felesége voltam” c. dal Koncz Zsuzsa előadásában, kísér az Echo.